# Gruzovce, Humenné
Gruzovce este o comună slovacă, aflată în districtul Humenné din regiunea Prešov. Localitatea se află la altitudinea de 178 m deasupra n.m., se întinde pe o suprafață de 4,09 km2 și în 2017 număra 129 de locuitori.

## Istoric
Localitatea Gruzovce este atestată documentar din 1568.

## Demografie
| An:                | 1994 | 2004   | 2014   | 2024    |
| ------------------ | ---- | ------ | ------ | ------- |
| Număr de persoane: | 130  | 127    | 124    | 137     |
| Diferență:         |      | −2,30% | −2,36% | +10,48% |

| An:                | 2023 | 2024   |
| ------------------ | ---- | ------ |
| Număr de persoane: | 140  | 137    |
| Diferență:         |      | −2,14% |